# 432

## Decese
- 27 iulie: Papa Celestin I  (n. ?)